# Isle of Man TT 1960
Isle of Man TT 1960 je bila druga dirka motociklističnega prvenstva v sezoni 1960. Potekala je na dirkališču Isle of Man.

## Razred 500 cm³
| Poz | Dirkač        | Država              | Moštvo    | Hitrost    | Čas       | Točke |
| --- | ------------- | ------------------- | --------- | ---------- | --------- | ----- |
| 1   | John Surtees  | Združeno kraljestvo | MV Agusta | 102.44 mph | 2:12.35.2 | 8     |
| 2   | John Hartle   | Združeno kraljestvo | MV Agusta | 100.44 mph | 2:15.14.2 | 6     |
| 3   | Mike Hailwood | Združeno kraljestvo | Norton    | 98.29 mph  | 2:18.11.6 | 4     |
| 4   | Tom Phillis   | Avstralija          | Norton    | 97.73 mph  | 2:18.59.8 | 3     |
| 5   | Dickie Dale   | Združeno kraljestvo | Norton    | 97.61 mph  | 2:19.09.8 | 2     |
| 6   | Bob Brown     | Avstralija          | Norton    | 97.13 mph  | 2:19.51.4 | 1     |

## Razred 350 cm³
| Poz | Dirkač       | Država              | Moštvo    | Hitrost   | Čas       | Točke |
| --- | ------------ | ------------------- | --------- | --------- | --------- | ----- |
| 1   | John Hartle  | Združeno kraljestvo | MV Agusta | 96.70 mph | 2:20.28.8 | 8     |
| 2   | John Surtees | Združeno kraljestvo | MV Agusta | 95.39 mph | 2:22.24.2 | 6     |
| 3   | Bob McIntrye | Združeno kraljestvo | AJS       | 95.11 mph | 2:22.50.4 | 4     |
| 4   | Derek Minter | Združeno kraljestvo | Norton    | 93.62 mph | 2:25.05.6 | 3     |
| 5   | Ralph Rensen | Združeno kraljestvo | Norton    | 91.57 mph | 2:28.24.1 | 2     |
| 6   | Bob Anderson | Združeno kraljestvo | Norton    | 91.53 mph | 2:28.25.2 | 1     |

## Razred 250 cm³
| Poz | Dirkač            | Država     | Moštvo    | Hitrost   | Čas       | Točke |
| --- | ----------------- | ---------- | --------- | --------- | --------- | ----- |
| 1   | Gary Hocking      | Rodezija   | MV Agusta | 93.64 mph | 2:00.53.0 | 8     |
| 2   | Carlo Ubbiali     | Italija    | MV Agusta | 93.13 mph | 2:01.33.4 | 6     |
| 3   | Tarquinio Provini | Italija    | Morini    | 92.98 mph | 2:01.44.6 | 4     |
| 4   | Bob Brown         | Avstralija | Honda     | 89.21 mph | 2:06.53.8 | 3     |
| 5   | Michio Kitano     | Japonska   | Honda     | 81.92 mph | 2:18.11.0 | 2     |
| 6   | Naomi Taniguchi   | Japonska   | Honda     | 80.47 mph | 2:20.41.0 | 1     |

## Razred 125 cm³
| Poz | Dirkač          | Država              | Moštvo    | Hitrost   | Čas       | Točke |
| --- | --------------- | ------------------- | --------- | --------- | --------- | ----- |
| 1   | Carlo Ubbiali   | Italija             | MV Agusta | 85.61 mph | 1:19.21.2 | 8     |
| 2   | Gary Hocking    | Rodezija            | MV Agusta | 85.24 mph | 1:19.41.0 | 6     |
| 3   | Luigi Taveri    | Švica               | MV Agusta | 83.72 mph | 1:21.07.6 | 4     |
| 4   | John Hempleman  | Nova Zelandija      | MZ        | 83.24 mph | 1:21.35.8 | 3     |
| 5   | Bob Anderson    | Združeno kraljestvo | MZ        | 82.81 mph | 1:22.00.8 | 2     |
| 6   | Naomi Taniguchi | Japonska            | Honda     | 69.07 mph | 1:24.49.0 | 1     |